# هیدن‌ولی لیک (کالیفرنیا)
هیدن‌ولی لیک (به انگلیسی: Hidden Valley Lake) یک منطقهٔ مسکونی در ایالات متحده آمریکا است که در شهرستان لیک، کالیفرنیا واقع شده‌است. هیدن‌ولی لیک ۲۵٫۶۰۹ کیلومتر مربع مساحت و ۵٬۵۷۹ نفر جمعیت دارد و ۳۶۳ متر بالاتر از سطح دریا واقع شده‌است.